# Ото Адо
Ото Адо (Otto Addo) е бивш ганайски и германски футболист от Хамбург, Германия. Притежава и германски паспорт. В момента е треньор на националния отбор на Гана. 
Роден е в Хамбург на 9 юни 1975 г. Започва да играе на 6 години в Хумелсбютлер ШФ. Преминава през детските и юношеските формации на Хамбургер ШФ, Брамфелдер ШФ и ФфЛ Хамбург 93.
Започва да играе в „А“ отбора на „Хамбург 93“ през 1994 г. През 1996 г. е трансфериран в третодивизионния по това време Хановер 96, който две години по-късно влза във Втора Бундеслига. През 1999 г. е закупен от Борусия Дортмунд, но в резултат на множество контузии (скъсани кръстни връзки) записва само 75 мача за Борусия за шест години. В периода 2005 – 2007 г. играе за Майнц 05, а след това подписва договор с Хамбургер ШФ, като е предвиден като попълнение за дублиращия отбор. В началото на сезона получава повиквателна от Хууб Стевенс за „А“ отбора.
За националния отбор на Гана Ото Адо дебютира през февруари 1999 г. срещу Еритрея. През 2000 г. е част от отбора, участвал в турнира за Купата на африканските нации. След тригодишно прекъсване той отново играе за националния отбор, този път на Световното първенство през 2006 г. в Германия.